# Lodenvièla
Lodenvièla (en francès Loudenville) és un municipi francès del departament dels Alts Pirineus a la regió d'Occitània.

## Demografia
| 1962                                       | 1968 | 1975 | 1982 | 1990 | 1999 | 2007 |
| ------------------------------------------ | ---- | ---- | ---- | ---- | ---- | ---- |
| 181                                        | 182  | 142  | 189  | 219  | 261  | 289  |
| Des de 1962: població sense dobles comptes |      |      |      |      |      |      |

## Administració
| Període | Identitat     | Partit |
| ------- | ------------- | ------ |
| 2001-   | Michel Pélieu | PRG    |